# Liudmila Maslakova
Liudmila Maslakova (Rusia, 26 de febrero de 1952), también llamada Liudmila Zharkova, es una atleta soviética retirada, especializada en la prueba de 4 x 100 m en la que llegó a ser subcampeona olímpica en 1980.

## Carrera deportiva
En los JJ. OO. de Moscú 1980 ganó la medalla de plata en los relevos 4 x 100 metros, con un tiempo de 42,20 segundos, llegando a meta tras Alemania del Este y por delante de Reino Unido, siendo sus compañeras de equipo: Vera Kómisova, Vera Anísimova y Natalia Bóchina.